# Джордан, Кэти
Кэтрин «Кэти» Джордан (англ. Kathryn "Kathy" Jordan; род. 3 декабря 1959, Брин-Мар, Пенсильвания) — американская теннисистка, семикратная чемпионка турниров Большого шлема в парном разряде и миксте, обладательница карьерного большого шлема в парном разряде.

## Биография
В Туре Джордан была известна под инициалами — Кейдж. Её сестра Барбара также была теннисисткой, выигрывала Открытый чемпионат Австралии в одиночном разряде.
Джордан перешла в профессионалы в 1979 году. Годы её активности приходится на время, когда в теннисе доминировали Крис Эверт и Мартина Навратилова. С Навратиловой Джордан играла в финале Открытого чемпионата Австралии 1983 года и проиграла в двух сетах. Больших успехов она достигла в парном разряде, выиграв 4 титула турниров Большого шлема с Энн Смит, оформив карьерный большой шлем. Пятый парный титул турнира большого шлема (Уимблдонский турнир), она выиграла, играя с австралийкой Элизабет Смайли. Пара Джордан / Смайли прервала серию из 109 выигранных матчей подряд пары Навратилова / Шрайвер.
Ещё два титула Большого шлема Джордан выиграла в миксте, играя с Кеном Флеком.
После завершения карьеры в 1991 году Джордан закончила обучение в Стэнфордском университете со специальностью политология. В 1992 году её избрали вице-президентом WTA.

## Финалы турниров Большого шлема

### Одиночный разряд: 1 финал
| результат | год  | турнир          | поверхность | противница          | счёт           |
| --------- | ---- | --------------- | ----------- | ------------------- | -------------- |
| поражение | 1983 | Australian Open | трава       | Мартина Навратилова | 6-2, 7-6 (7-5) |

### Пары: 11 (5 титулов)
| результат | год  | турнир          | поверхность | партнерша       | противницы                       | счёт           |
| --------- | ---- | --------------- | ----------- | --------------- | -------------------------------- | -------------- |
| победа    | 1980 | French Open     | грунт       | Энн Смит        | Иванна Мадруга Адриана Вильягран | 6-1, 6-0       |
| победа    | 1980 | Wimbledon       | трава       | Энн Смит        | Розмари Казалс Венди Тёрнбулл    | 4-6, 7-5, 6-1  |
| поражение | 1981 | Wimbledon       | трава       | Энн Смит        | Мартина Навратилова Пэм Шрайвер  | 6-3, 7-6 (8-6) |
| победа    | 1981 | US Open         | хард        | Энн Смит        | Розмари Казалс Венди Тёрнбулл    | 6-3, 6-3       |
| победа    | 1981 | Australian Open | трава       | Энн Смит        | Мартина Навратилова Пэм Шрайвер  | 6-2, 7-5       |
| поражение | 1982 | Wimbledon       | трава       | Энн Смит        | Мартина Навратилова Пэм Шрайвер  | 6-4, 6-1       |
| поражение | 1983 | French Open     | грунт       | Энн Смит        | Розалин Фэрбенк Кэнди Рейнольдс  | 5-7, 7-5, 6-2  |
| поражение | 1984 | Wimbledon       | трава       | Энн Смит        | Мартина Навратилова Пэм Шрайвер  | 6-3, 6-4       |
| победа    | 1985 | Wimbledon       | трава       | Элизабет Смайли | Мартина Навратилова Пэм Шрайвер  | 5-7, 6-3, 6-4  |
| поражение | 1987 | US Open         | хард        | Элизабет Смайли | Мартина Навратилова Пэм Шрайвер  | 5-7, 6-4, 6-2  |
| поражение | 1990 | Wimbledon       | трава       | Элизабет Смайли | Яна Новотна Хелена Сукова        | 6-4, 6-1       |

### Микст: 3 (2 титула)
| результат | год  | турнир      | поверхность | Партнер     | противники                          | счёт                |
| --------- | ---- | ----------- | ----------- | ----------- | ----------------------------------- | ------------------- |
| поражение | 1984 | Wimbledon   | трава       | Стив Дентон | Венди Тёрнбулл Джон Ллойд           | 6-3, 6-3            |
| победа    | 1986 | French Open | грунт       | Кен Флэк    | Розалин Фербанк Марк Эдмонсон       | 3-6, 7-6 (7-3), 6-3 |
| победа    | 1986 | Wimbledon   | трава       | Кен Флек    | Мартина Навратилова Хайнц Гюнтгардт | 6-3, 7-6 (9-7)      |

### Финалы итоговых турниров года

#### Пары: 2 (1 титул)
| результат | год  | турнир   | поверхность | партнерша       | противницы                         | счёт           |
| --------- | ---- | -------- | ----------- | --------------- | ---------------------------------- | -------------- |
| поражение | 1982 | Нью-Йорк | ковер       | Энн Смит        | Мартина Навратилова Пэм Шрайвер    | 6-4, 6-3       |
| победа    | 1990 | Нью-Йорк | ковер       | Элизабет Смайли | Мерседес Пас Аранча Санчес Викарио | 7-6 (7-4), 6-4 |

## Финалы турниров WTA

### Одиночный разряд: 13 (3 титула)
| результат | №   | Дата             | турнир          | поверхность | противница          | счёт                |
| победа    | 1.  | 8 января 1979    | Сан-Антонио     | ковер       | Линда Сигел         | 6-2, 7-5            |
| победа    | 2.  | 12 марта 1979    | Орландо         | хард        | Регина Маршикова    | 4-6, 6-1, 6-4       |
| поражение | 1.  | 13 августа 1979  | Ричмонд         | ковер       | Мартина Навратилова | 1-6, 3-6            |
| победа    | 3.  | 15 марта 1982    | Бостон          | ковер       | Венди Тёрнбулл      | 7-5, 1-6, 6-4       |
| поражение | 2.  | 25 апреля 1983   | Атланта         | хард        | Пэм Шрайвер         | 2-6, 0-6            |
| поражение | 3.  | 19 сентября 1983 | Ричмонд         | ковер       | Розалин Фэрбенк     | 4-6, 7-5, 4-6       |
| поражение | 4.  | 3 октября 1983   | Детройт         | ковер       | Вирджиния Рузичи    | 6-4, 4-6, 2-6       |
| поражение | 5.  | 21 ноября 1983   | Сидней          | трава       | Джо Дьюри           | 3-6, 5-5            |
| поражение | 6.  | 28 ноября 1983   | Australian Open | трава       | Мартина Навратилова | 2-6, 6-7 (5-7)      |
| поражение | 7.  | 19 марта 1984    | Даллас          | ковер       | Гана Мандликова     | 6-7 (3-7), 6-3, 1-6 |
| поражение | 8.  | 18 июня 1984     | Истборн         | трава       | Мартина Навратилова | 4-6, 1-6            |
| поражение | 9.  | 13 мая 1985      | Мельбурн        | ковер       | Пэм Шрайвер         | 4-6, 4-6            |
| поражение | 10. | 24 февраля 1986  | Окленд          | ковер       | Крис Эверт          | 2-6, 4-6            |